# 重庆大学城
重庆大学城位于重庆市沙坪坝区虎溪街道和陈家桥街道之间。规划总占地22平方千米，人口35万，远期规划人口总人口将达到80-100万。2003年6月，大学城正式开工建设。2005年10月，重庆大学等高校的2万名新生首批入住大学城。2010年，大学城建设基本完成。
目前入驻重庆大学城的高校有：重庆大学、中国人民解放军陆军军医大学（原第三军医大学）、中国人民解放军联勤保障部队工程大学（原陆军勤务学院）、重庆医科大学、重庆师范大学、四川美术学院、重庆科技学院、重庆警察学院、重庆职业技术学院、重庆电子工程职业学院、重庆巴渝职业技术学院、重庆医药高等专科学校、重庆社会工作职业学院、重庆城市管理职业学院、重庆房地产职业学院、重慶商務職業學院、重庆运动技术学院。

## 交通
公路：成渝环线高速-渝遂高速公路大学城复线组成，并通过大学城隧道连接沙坪坝区与璧山区，同时319国道通过大学城。
铁路：重庆轨道交通一号线在大学城设有大学城站、尖顶坡站，连接重庆市区。